# Улица 101 далматинца
Улица 101 далматинца (енгл. 101 Dalmatian Street) британско-канадска је анимирана серија. Серија је слабо базирана на роман Сто један далматинац од Доди Смит и филмску франшизу. Представља другу телевизијску серију, након 101 далматинца, која је базирана на франшизу. Серија је постављена скоро шездесет година након филма из 1961. године.

## Радња
Серија окупља велику породицу од 99 далматинских штенаца чија имена почињу словом „Д”, а њихови родитељи, Даг и Дилајла, од којих је други потомак Понга и Пердите. Често остављају најстаријег брата и сестрy Дилана и Доли, док су заузети на послу. Далматинци живе сами у Далматинској улици 101, која се налази у Кемдин Тауну, Лондону у 21. веку, без људског надзора, јер им је власник Доди Смит, ексцентрична милијардерка, оставила своју кућу и отишла да живи на острву.

## Емитовање у Србији
У Србији, Црној Гори, Северној Македонији и у неким деловима Босне и Херцеговине цртана серија је титлована кренула са емитовањем на српској верзији Дизни канала у октобру 2018. године. Титлове је радио студио Ес-Ди-Ај мидија. Нема DVD издања.